# اسچت
اسچت (به هلندی: Asschat) یک منطقهٔ مسکونی در هلند است که در لئوسدن واقع شده‌است.